# Lasiopodomys brandtii
Lasiopodomys brandtii es una especie de roedor de la familia Cricetidae.

## Distribución geográfica
Se encuentra en China, Mongolia y Rusia. 